# Sant Antoni de Montalt
Sant Antoni de Montalt fou un monument del municipi de la Morera de Montsant (Priorat) inclòs en l'Inventari del Patrimoni Arquitectònic Català. Actualment només se'n conserva un conjunt d'edificis enderrocats.

## Descripció
Entre els edificis enderrocats es troben les restes del que fou el Mas de Sant Antoni amb una capella annexa, enrunada igualment, que presenta al marc de la porta, fet en pedra, la data de 1703. Aquesta construcció podria correspondre amb certa seguretat a l'antiga església modificada i convertida en santuari.
Els murs són fets amb carreus disposats regularment, més grans als cantons. Hi ha un portal adovellat a la façana principal, amb dues petites finestres a cada costat. Aquest sector no conserva la teulada. A manera d'annex hi ha una torre alçada sobre la que possiblement fou la capella del Mas, que conserva una porta amb una forma lobulada cisellada a la llinda. A banda i banda de la porta hi ha dues finestres quadrades que resten tapiades, fetes amb quatre grans blocs de pedra. A la part superior, afegida en una segona fase, s'hi obren dues finestres rectangulars.

## Història
L'única part que resta sencera en el conjunt de runes és el santuari, degut segurament a que va ser convertit en habitatge després de l'exclaustració, fins que no va ser abandonat.
El municipi fou abandonat pels seus habitants el 1285, suposadament forçats pels cartoixos, ja que consideraven que el nucli habitat es trobava massa proper del monestir, oferint-los a canvi terres i dots en altres pobles de la seva jurisdicció.